# Schlaichturm
Schlaichturm ist die Bezeichnung eines 24 Meter hohen Treppen- und Aussichtsturms in der südbadischen Stadt Weil am Rhein. Namensgebend ist das Ingenieurbüro Schlaich Bergermann und Partner, das den Turm konzipiert und berechnet hat. Der Turm wurde anlässlich der Landesgartenschau Grün 99 errichtet und 1999 fertiggestellt. Die filigrane Turmstruktur, die über vorgespannte Seile stabilisiert wird, weist bauliche Ähnlichkeiten zum zwei Jahre später entstandenen Aussichtsturm auf dem Killesberg in Stuttgart auf, der vom selben Ingenieurbüro entworfen wurde.

## Lage
Der Schlaichturm steht am Nordrand des Dreiländergartens – des ehemaligen Geländes der Gartenschau Grün 99. Er überwindet einen 16 Meter hohen Geländesprung zwischen dem Park und der Weiler Wohnsiedlung Leopoldshöhe. Von Norden gelangt man über die Marktstraße und den Hebelplatz über eine Fußgängerbrücke, von der seitlich zwei Treppen zum Haltepunkt Weil-Gartenstadt der Bahnstrecke Weil am Rhein–Lörrach abzweigen, auf den Treppenturm. Die Brücke überspannt in einem leichten Bogen die Bahnlinie und die in diesem Abschnitt parallel dazu verlaufende B 317. Nach Süden gewährt der Treppenturm den Zugang zu den Freizeiteinrichtungen des Dreiländerparks.

## Beschreibung

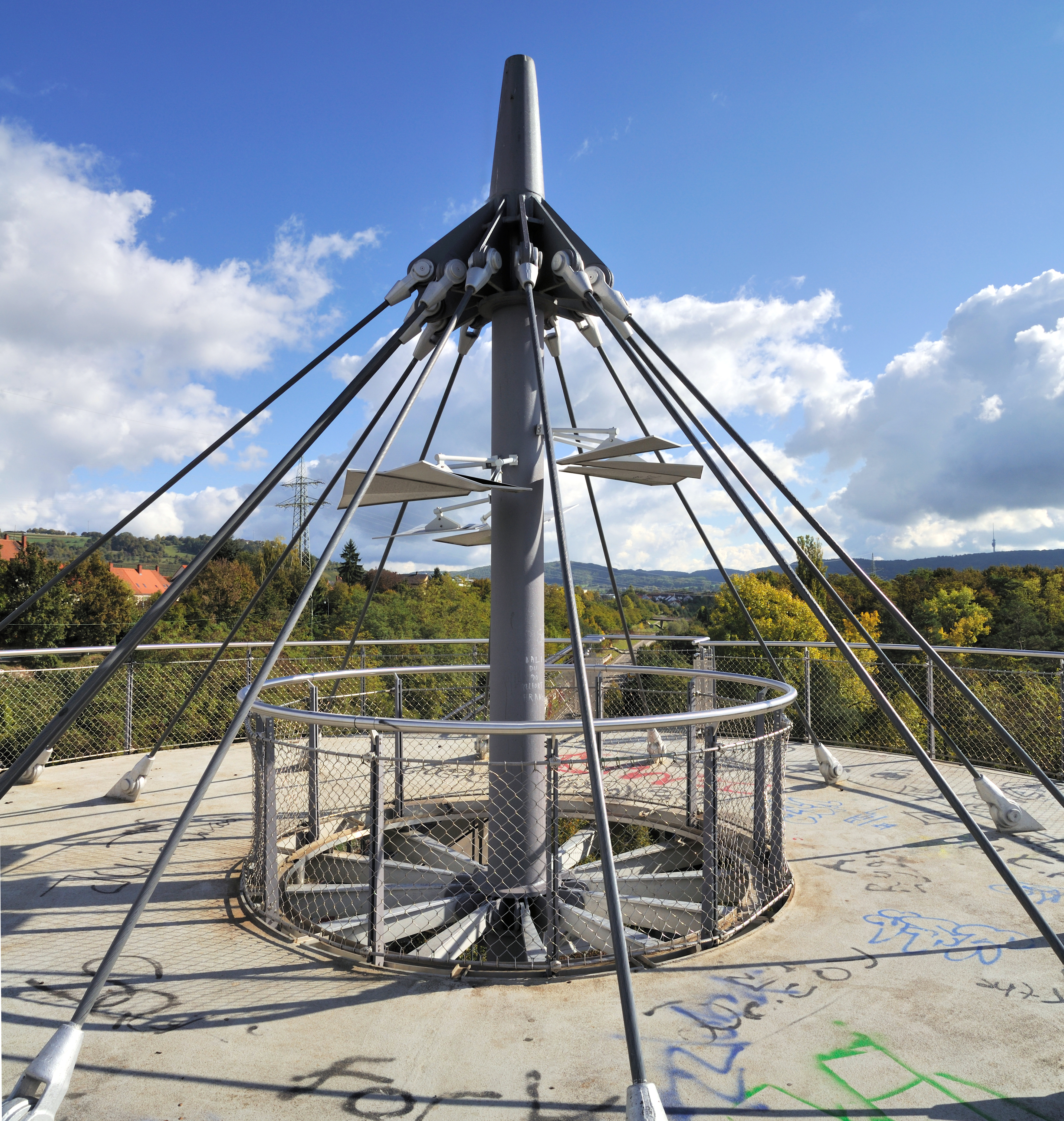
Mastspitze und Aussichtsplattform in östlicher Blickrichtung

Die Notwendigkeit für einen Treppenturm zur Überwindung des Geländeprofils ergibt sich aus der vergleichsweise großen Höhe. Inklusive Lichtprofil der Bahn beträgt der zu bewältigende Unterschied 22 Meter, was bei einer maximalen Steigung von 6 % für Behinderte eine Rampenlänge von 370 Metern erfordert hätte. Eine Rampe dieser Länge wäre landschaftsverträglich nicht mehr zu rechtfertigen gewesen.
Vom nördlich zum Turm gelegenen Bahnsteig führt ein ebener 2,50 Meter breiter und 45 Meter langer Fußgängersteg 16 Meter über der Bundesstraße auf eine kreisrunde Plattform mit einem Durchmesser von 10 Metern. Darüber führen zwei Treppenaufstiege zur etwas breiter auskragenden Aussichtsplattform. Von dieser Plattform auf 20 Meter Höhe hat man eine Aussicht auf das Parkgelände, das untere Wiesental, den Bergrücken des St. Chrischona sowie das benachbarte Basel.
Der Turm wird mit seinen zwei Plattformen mittig von einem Stahlmast durchzogen. Die oberste Plattform wird von zwölf Schrägseilen gehalten, die radial vom Mastkorb abzweigen. In Richtung des Stegs tragen zwei zusätzliche Seile die Steglasten. Von der unteren Plattform führen zwei jeweils rund 65 Meter lange und 1,20 Meter breite Wendeltreppen zum Dreiländerpark. Eine ist für den Auf-, die andere für den Abstieg vorgesehen. Die spiralförmigen Treppen werden zusätzlich von vertikalen und diagonalen Seilen stabilisiert. Dabei sind die inneren Vertikalseile direkt an den oberen Aufhängungen befestigt, die äußeren sind mit dem Kragträger der oberen Plattform verbunden. Am unteren und oberen Ende des Mastes sind Scheinwerfer angebracht, die über fächerförmig angebrachte Spiegel den Turm nachts in indirektes Licht eintauchen, so dass er auch nachts von Passanten benutzt werden kann, und die gestalterisch die Linienführung der Seile aufgreifen.

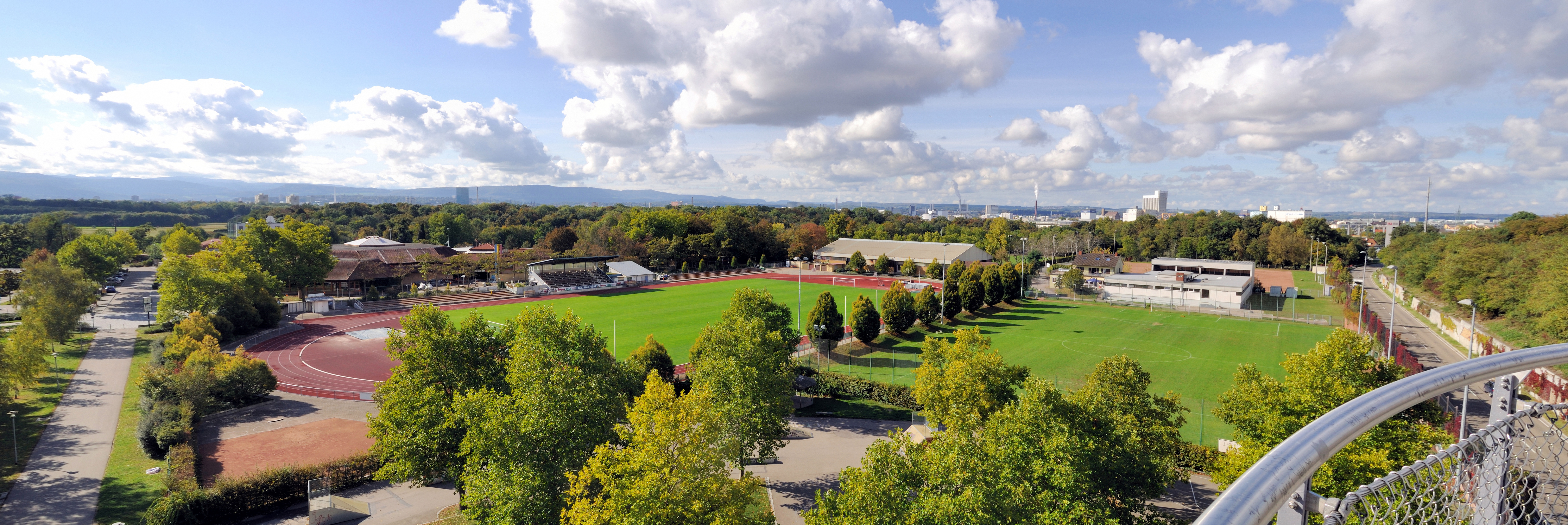
Blick auf den Dreiländereckpark in Richtung Südwesten

## Trivia
Der Turm wurde mehrfach in der Presse erwähnt, weil er für Suizide oder Suizidversuche durch Herabstürzen verwendet wurde.